# Michael Lucas (Pornodarsteller)

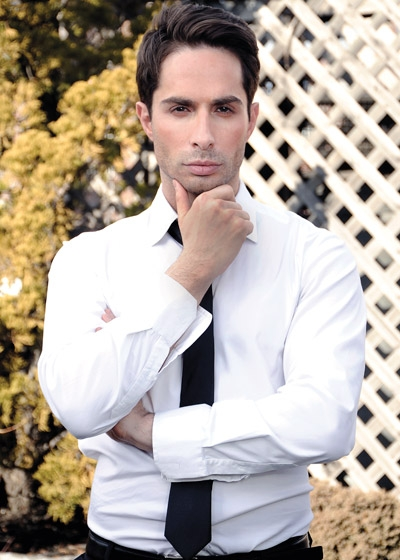
Michael Lucas, 2011

Michael Lucas (eigentlich Andrei Treivas Bregman), geboren Andrey L'vovich Treyvas (russisch Андрей Львович Трейвас), (* 10. März 1972 in Moskau, Russland) ist ein US-amerikanischer Schauspieler und Filmregisseur. Er erhielt 2007 mehrere GayVN Awards. 2003 nahm Lucas die US-amerikanische Staatsbürgerschaft an, 2009 die israelische.

## Biografie
Lucas studierte in Moskau Rechtswissenschaften. Nach seinem Studienende gründete er ein Reisebüro in Moskau. 1995/96 übersiedelte er nach München, wo er als Callboy und Pornomodell tätig war. 1996 erschien er in zwei schwulen Pornofilmen, die Jean Daniel Cadinot als Filmregisseur in Frankreich gedreht hatte.
1997 zog er nach New York City, wo er für Falcon Entertainment unter dem Pseudonym Michael Lucas arbeitete. 1998 gründete Michael Lucas sein Unternehmen LucasEntertainment. 2007 produzierte er den Pornofilm Michael Lucas' La Dolce Vita Parts 1 & 2. Mit diesem Film erhielt Lucas Preise in mehreren Kategorien der GayVN Awards. Der Film ist ein pornografisches Remake des Films La Dolce Vita von Federico Fellini und nimmt in mehreren Szenen Bezug auf die Vorlage.
2004 wurde Michael Lucas als einer von 30 bekannten Pornodarstellern von dem amerikanischen Fotografen Timothy Greenfield-Sanders in seinem Buch XXX: 30 Porn-Star Portraits und seiner HBO-Dokumentation Thinking XXX porträtiert.

## Preise und Auszeichnungen

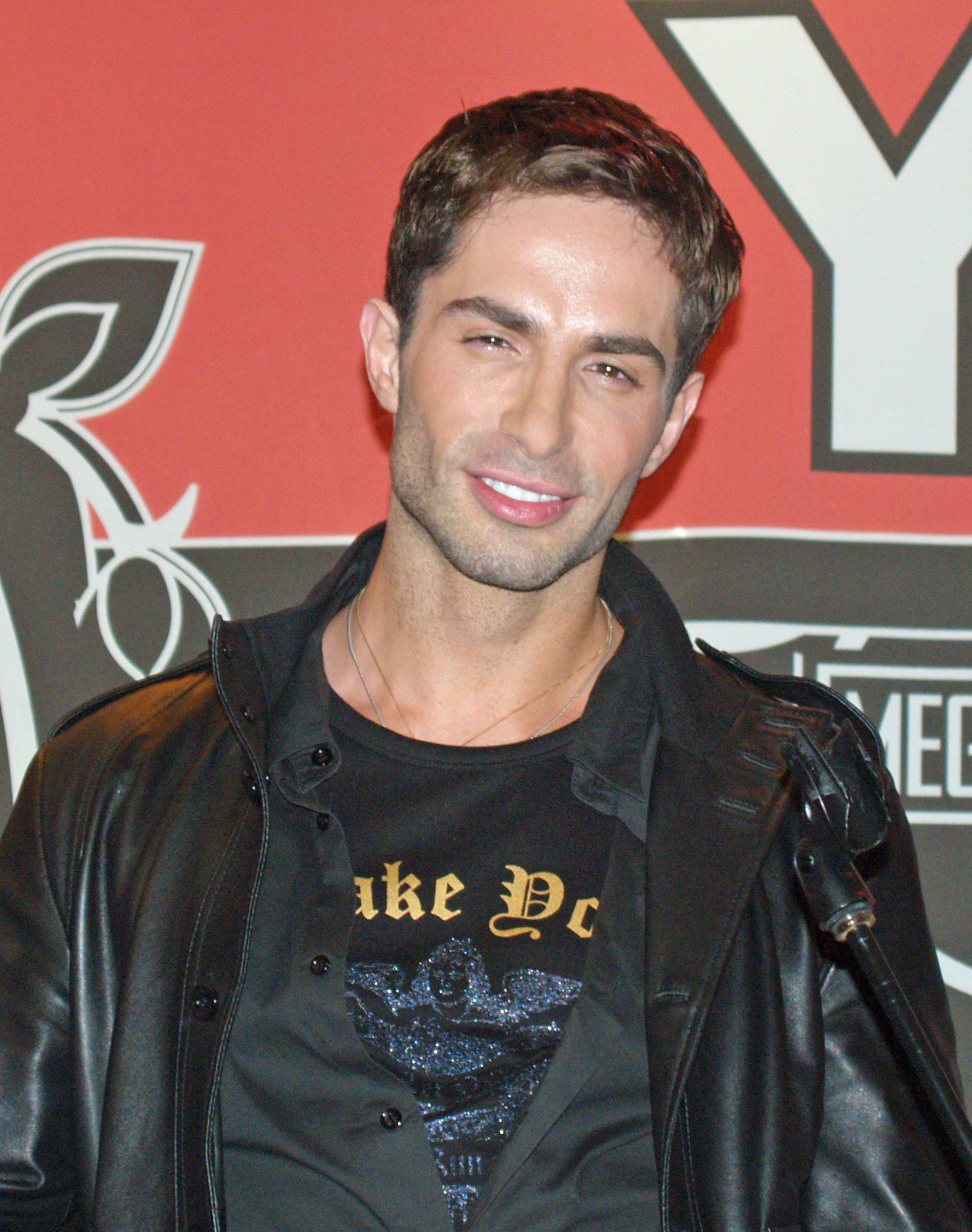
Michael Lucas, 2007

- 2000 Adult Erotic Gay Video Awards ("Grabbys") Best Newcomer Director
- 2001 GayVN Awards Best Solo Performance, Fire Island Cruising
- 2007 GayVN Awards Best Actor, Michael Lucas' La Dolce Vita
- 2007 GayVN Awards Best Threesome, Michael Lucas' La Dolce Vita
- 2007 GayVN Awards Best Director, Michael Lucas' La Dolce Vita (Koregisseur: Tony DiMarco)
- 2008 XBIZ Award GLBT Director of the Year (mit Tony DiMarco)
- 2008 XBIZ Award Publicity Stunt of the Year, Michael Lucas Found Dead
- 2009 GayVN Awards GayVN Hall of Fame

## Werke

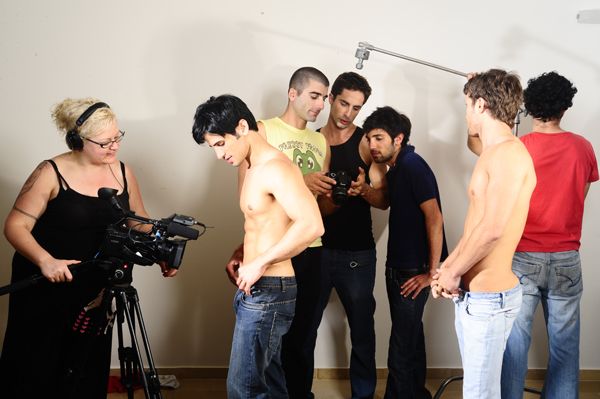
Lucas (unterm Mikrofon) 2009 am Set für Men of Israel, der erste Porno mit ausschließlich jüdischen Darstellern.

- Michael Lucas' Gigolos. Fotobuch. Berlin: Bruno Gmünder Verlag, 2008. ISBN 978-3-86787-006-1.